# Datura

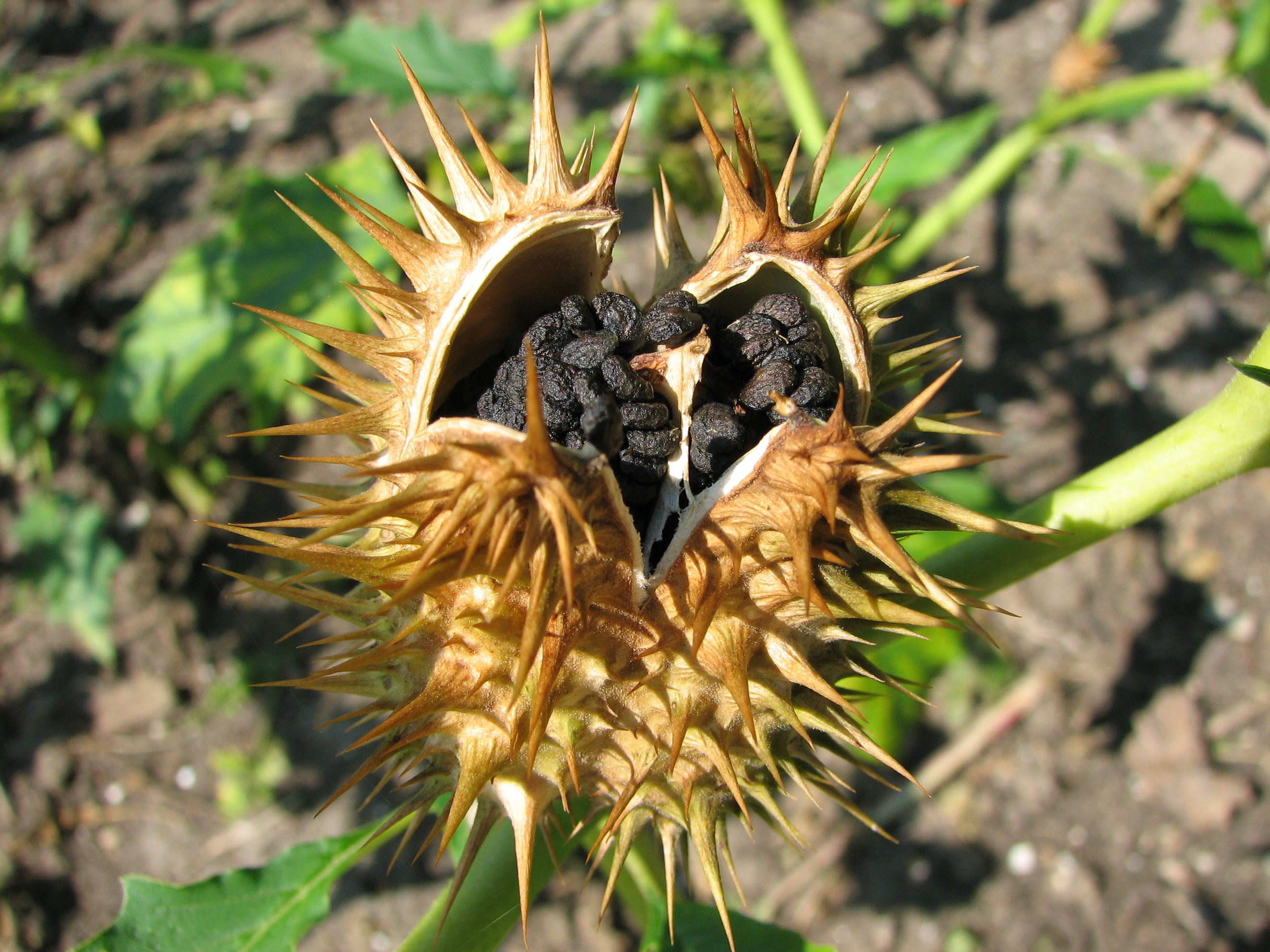
Datura stramonium, fruto maduro y semillas in situ.

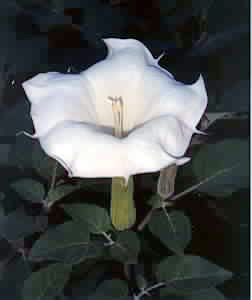
Flor de Datura innoxia.

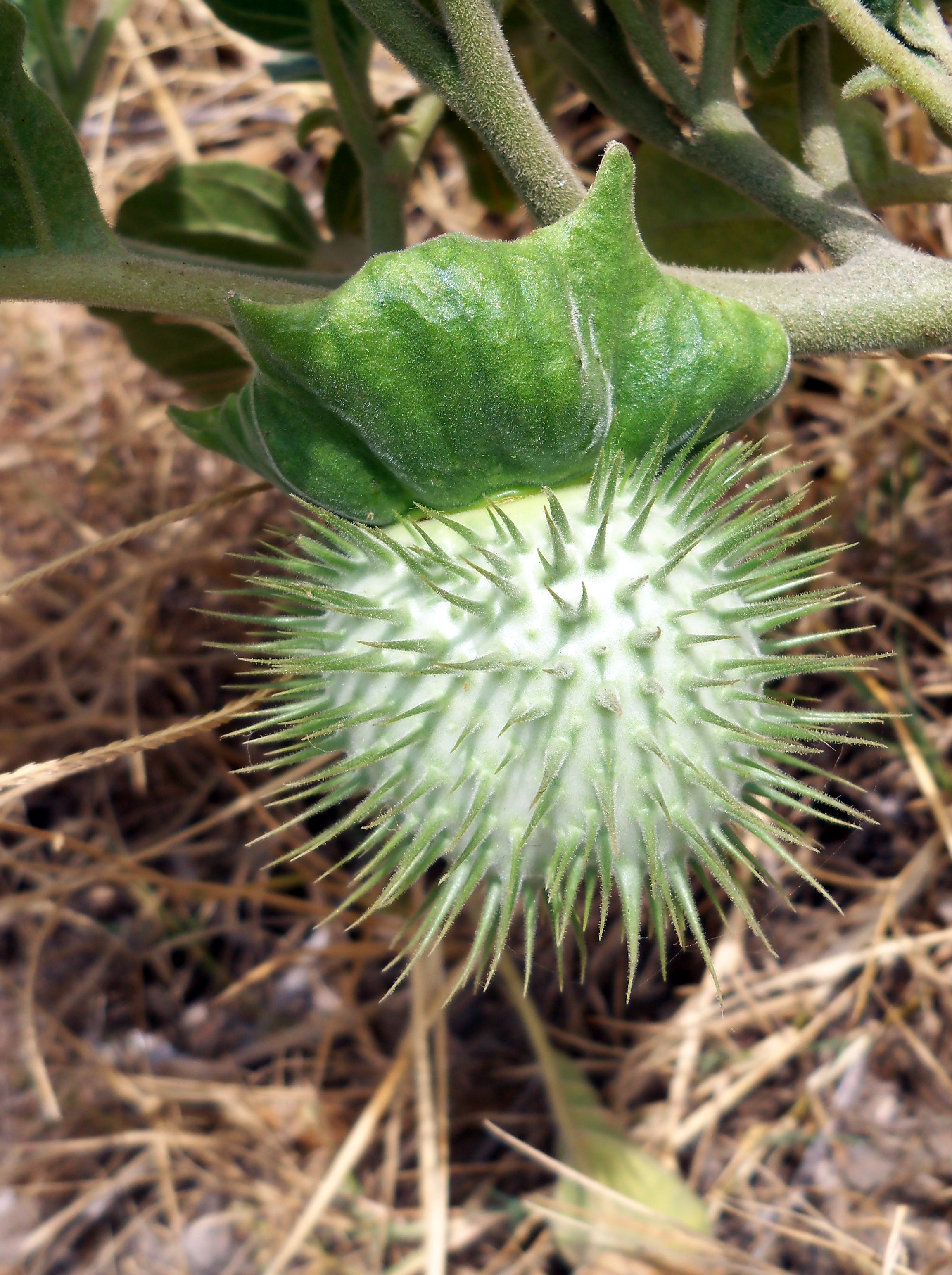
Datura inoxia, fruto inmaduro.

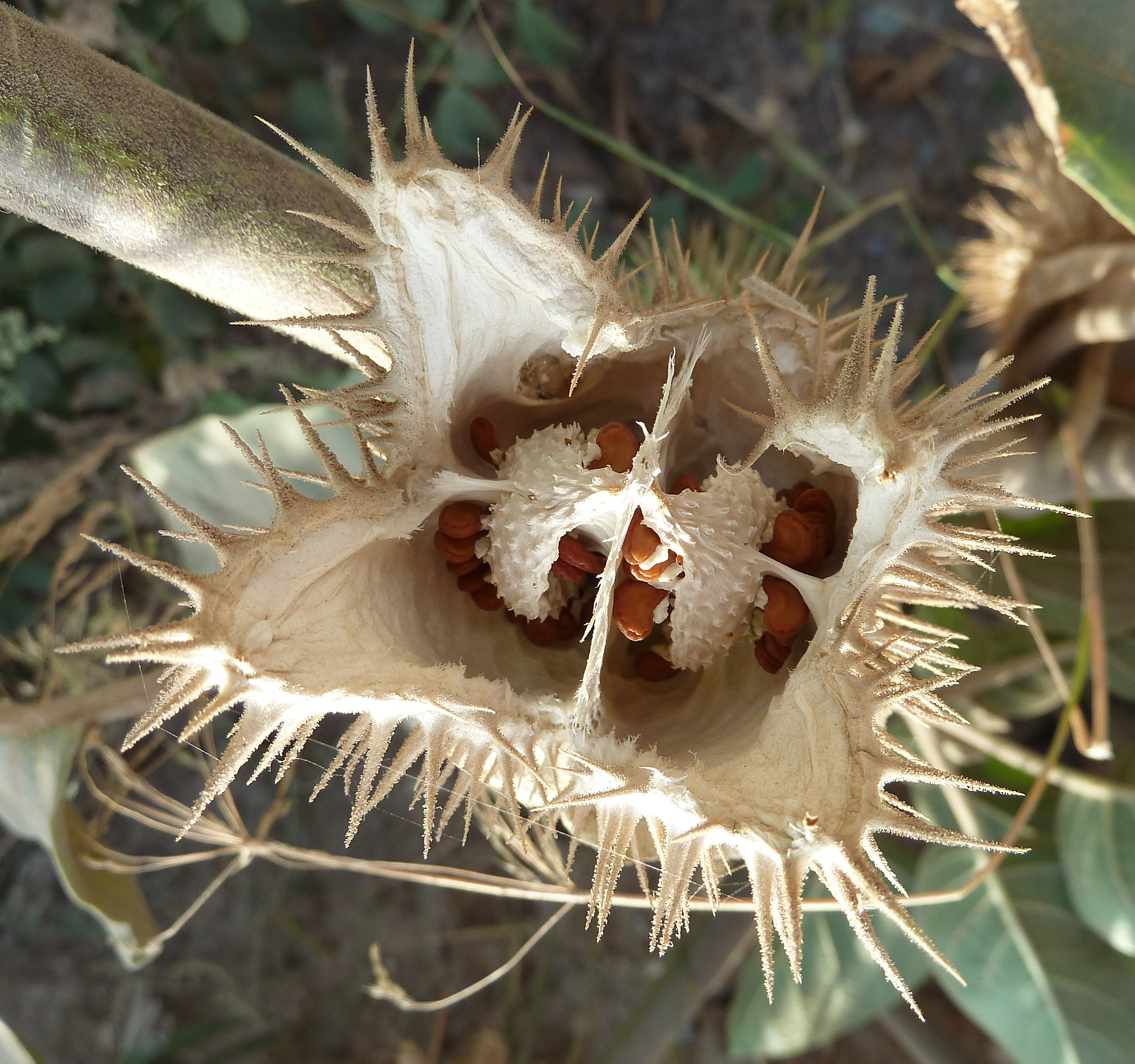
Datura inoxia : fruto maduro abierto, con tabiques y semillas in situ visibles.

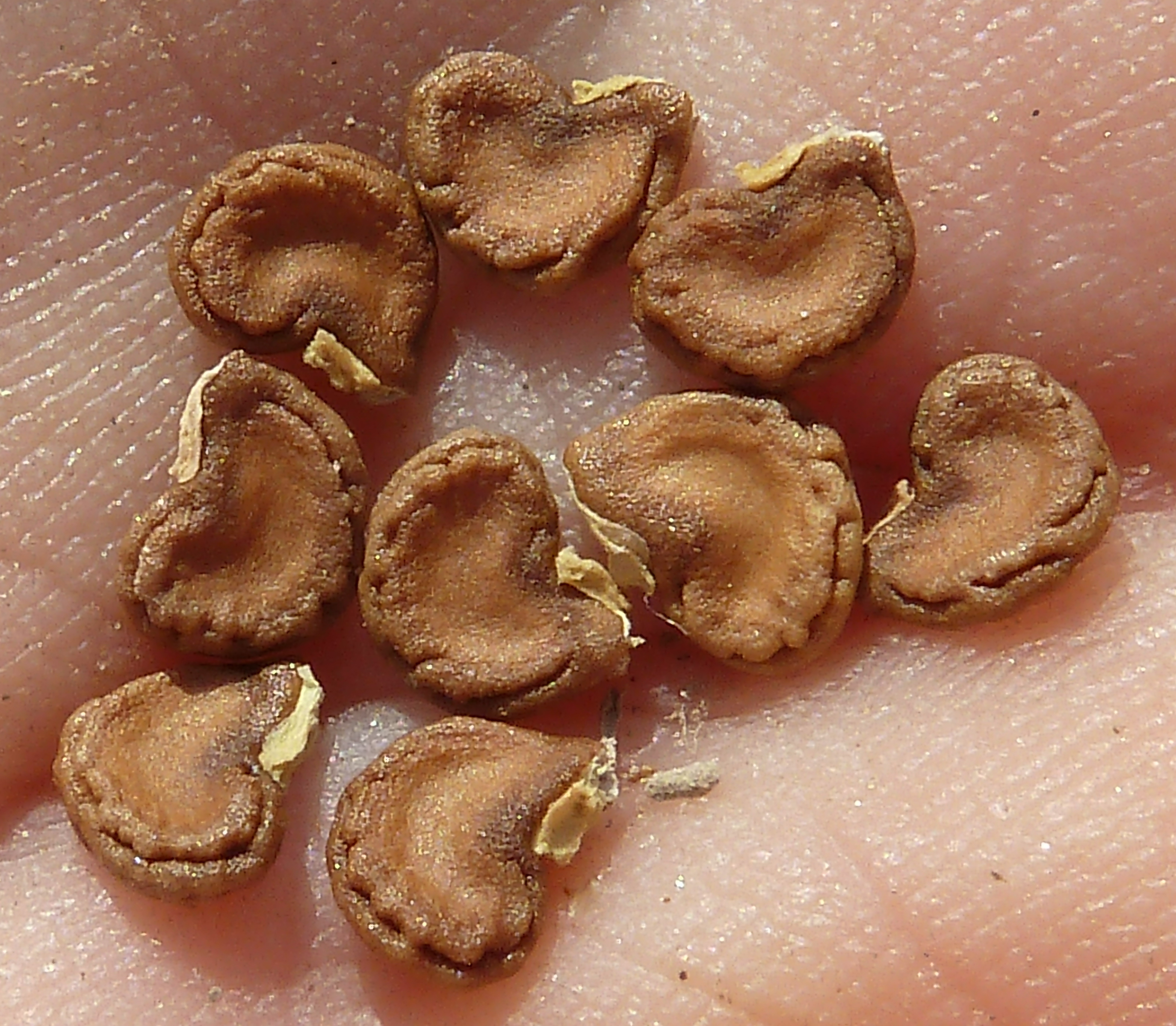
Semillas de Datura inoxia.

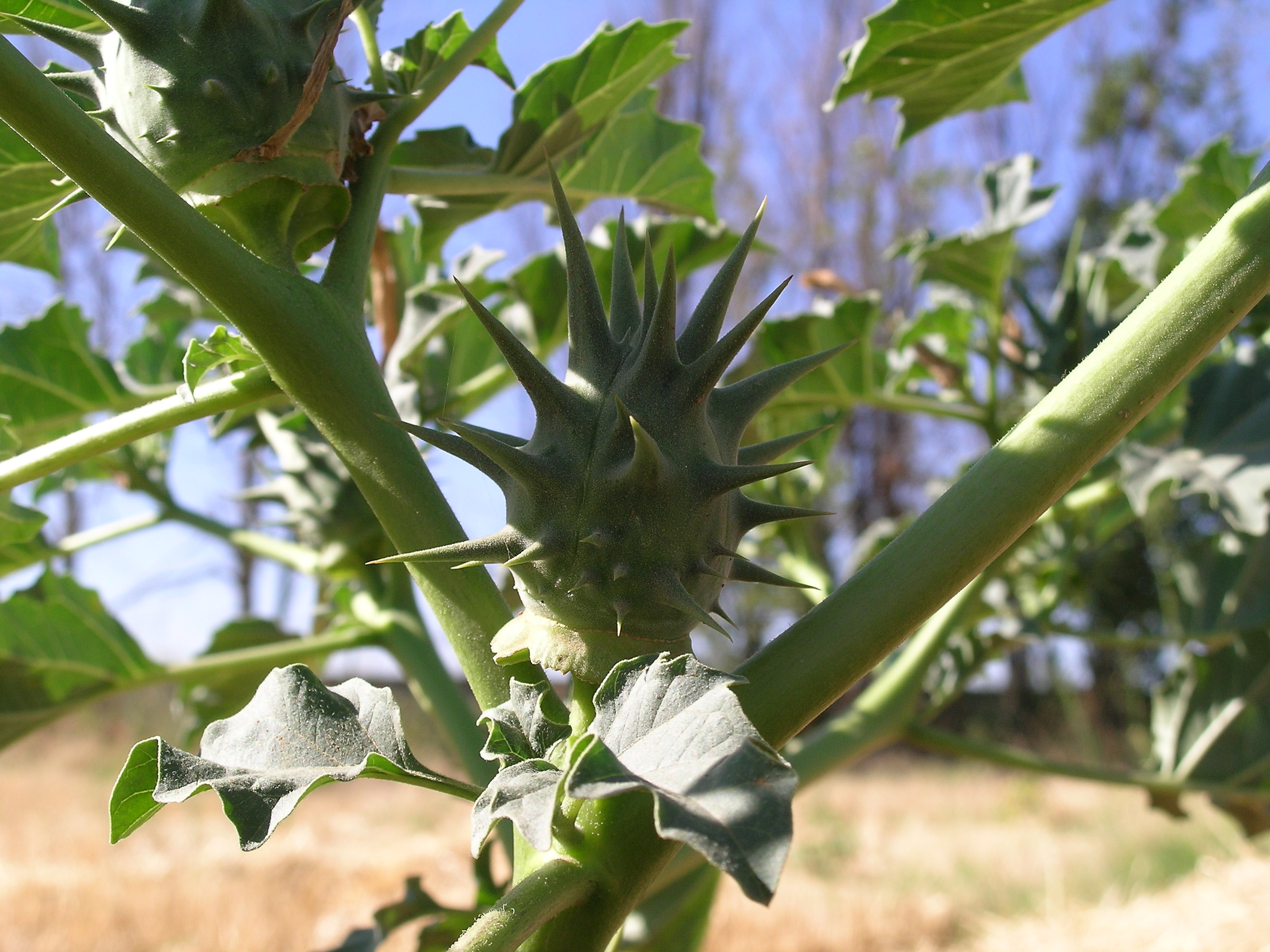
Datura ferox, fruto inmaduro.

Datura es un género de plantas herbáceas perteneciente a la familia de las solanáceas. Cuenta con 12 especies y un híbrido aceptados, de los más de 100 taxones descritos.

## Etimología
Datura: nombre genérico que proviene del hindi dhatūrā ("manzana espinosa") por el aspecto de los frutos, latinizado. El nombre se utilizaba ya en sánscrito.

## Descripción
Hierbas anuales, inermes (excepto el fruto), pubescentes o glabrescentes. Tallos erectos, ramificados, en general con las ramas terminales soldadas al pecíolo de la hoja. Hojas simples, esparcidas, a veces una al lado de otra y las de las ramas terminales opuestas o subopuestas, pecioladas. Inflorescencia reducida a una sola flor, axilar. Flores actinomorfas, hermafroditas, sin brácteas, cortamente pediceladas. Cáliz tubuloso, a veces pentagonal, con sépalos no sagitados, soldados en un tubo, con 5 lóbulos desiguales, mucho más cortos que el tubo, con nervadura reticulada, herbáceo, circunciso después de la floración, la parte inferior persistente y deflexa en la fructificación, no acrescente. Corola tubuloso- infundibuliforme, con 5 lóbulos sinuados o muy cortos, mucho más cortos que el tubo. Androceo con 5-6 estambres, insertos más o menos a la misma altura hacia la mitad o en la mitad inferior del tubo de la corola, iguales o 2(3) ligeramente más largos que los otros 3(2), inclusos; filamentos libres, más largos que las anteras, glabros o con tricomas adpresos en la base; anteras libres, no conniventes, basifijas, de dehiscencia longitudinal. Ovario cubierto de prolongaciones epidérmicas lanceoladas o triangular-lanceoladas que se transforman en espinas en la fructificación; estilo claviforme en el ápice; estigma semianular. Fruto en cápsula (botánica), bilocular o, rara vez, tetralocular, dehiscente por 4 valvas o irregularmente. Semillas reniformes, foveoladas.

## Distribución geográfica
El género es cosmopolita, distribuyéndose por todo el globo con la excepción de la Antártida. La mayor diversidad de especies se halla en América Central y América del Sur. Su distribución natural exacta es incierta, debido al cultivo extendido y a la adaptación a las regiones templadas y tropicales del planeta, pero probablemente, su origen se restringe a América. Algunas autoridades defienden que ciertas especies son nativas de China, pero esto no es del todo aceptado. En la flora China, las tres únicas especies presentes desde antiguo, se tratan como introducciones desde América. Crecen en todas partes excepto en los climas polares y subpolares. Las especies cosmopolitas como Datura stramonium son de origen incierto. El centro de diversidad americano se encuentra en Centroamérica  y las Grandes Antillas, (de donde se cree que el género es originario) extendiéndose por el norte por México y el sur y el oeste de Estados Unidos. En Sudamérica, la mayor variedad de especies se encuentra en Colombia y Venezuela, expandiéndose hacia el sur por la Amazonia, Perú, Bolivia, Chile y Argentina Varias especies se cultivan y se han naturalizado en las regiones templadas y tropicales de todo el mundo.

## Ecología
Algunas orugas de lepidópteros (mariposas y polillas), se alimentan de daturas.

## Especies aceptadas
- Datura × candida (Pers.) Saff. (Sinónimo de Brugmansia candida)
- Datura ceratocaula Ortega
- Datura discolor Bernh.
- Datura dolichocarpa (Lagerh.) Saff.
- Datura ferox L.
- Datura innoxia/inoxia Mill.
- Datura kymatocarpa Barclay
- Datura leichhardtii Benth.
- Datura metel L.
- Datura quercifolia Kunth
- Datura reburra Barclay
- Datura stramonium L.
- Datura wrightii Regel[3]

### Especies presentes en lapenínsula ibérica
- Datura  ferox L., Demonstr., Pl. 6, 1753 - Ruderal, preferentemente en zonas húmedas; 595-1050 m. Florece en junio-noviembre. Procedente de América, localmente naturalizada en la región mediterránea. Norte, Centro y Este de España.

- Datura  inoxia Mill., Gard. Dict. ed. 8, n.º 5, 1768 - Ruderal, con frecuencia en márgenes de ríos y arroyos; 10-200 m. Florece en abril-diciembre. Nativa de Centroamérica. Naturalizada en la región mediterránea, Asia, Norteamérica, Canadá, Suroeste de África, Australia y Macaronesia –Madeira, Islas Canarias y Cabo Verde–. Sur, centro y Este de la península ibérica.

- Datura  stramonium L., Sp. Pl., 179, 1753 - Ruderal y nitrófila, frecuente en escombreras, cunetas, graveras, arroyadas, y especialmente en muladares, en substratos arenosos o arcillosos, y desde el nivel del mar hasta los 2000 m de altitud. Florece en febrero-noviembre. Procedente de Centroamérica, se encuentra naturalizada en casi toda Europa (en casi toda la península ibérica), Asia, Norte de América, Norte de África, Australia, Macaronesia y Mozambique.

- Datura  wrightii Regel in Gartenflora, 8: 193, tab. 260, 1859 - Ruderal; 0-200 m. Florece en agosto-septiembre. Nativa de México, Oeste de Texas y California; introducida en Australia, España y Sicilia.[2]

- Datura x candida (Pers.) Safford., J. Wash. Acad. Sci., 11: 182, 1921. Puntualmente cultivada como ornamental en el Cantábrico (Santander).[4] Nativa de Perú; naturalizada en zonas tropicales y subtropicales y cultivada en los jardines del Norte de Chile, Perú, Honduras, Guatemala y México,[5] y otras partes del mundo.[6]

## Nombres comunes
- Castellano: antemonia, antimonio, astramonio, azotacristos, azucena del diablo, berenjena del diablo (8), borregos, burladora (4), campanas, cardo cuco(4), cardos, castaña (2), castañal, castañitas del diablo, castaño, castaño bravío, cenizos, cerón de la vega, chamico, ceñiglos (2), ceñilos, cerón de la vega, cherina, chumbera, chupadera, ciñiglos, ciñilos, el veneno, espantalobos, espantarratones, estramonia (3), estramonica, estramonio (38), estramonio de la China, estramonio loco, estramonios, estramoño, estramónica (2), flor de la trompeta (4), flor de topo (2), flor de trompeta (3), Floricunda, floripondio, habatopera, hedionda (4), hediondo (4), hierba de las coles, hierba de topo, hierba de topos, hierba del topo, hierba hedionda (7), hierba hormiguera, hierba topera (3), higuera del infierno (5), higuera hedionda (2), higuera infernal (2), higuera loca (13), jediondo, jedondio, jeyondera, malhuele, manzana espinosa (9), mata de infierno, mata del infierno (2), matatopos (3), metel, metela, nuez del diablo morada, nueza blanca del diablo, perinés (2), planta del diablo, planta topera, reina de la noche, resneros, resnos, semilla del diablo, tabacales, toloache, trompetilla (11), trompetillas, tártagos (4), túnica de Cristo, túnicas de Cristo, yerba de las coles, yerba de topos, yerba hedionda (6), yerba ratonera. Las cifras entre paréntesis indican la frecuencia del nombre común en España ; los vocablos citados se aplican principalmente a Datura stramonium.[4]

En Argentina y Chile, por influencia quechua, se le conoce como "chamico" y en México, se le da el nombre de "toloache".

## Composición química
Las plantas del género Datura contienen alcaloides tropánicos, tales como hiosciamina, hioscina (escopolamina) y meteloidina. El contenido total de los alcaloides es de  0.26 - 0.42%. Los frutos contienen los triterpenos daturaolona y daturadiol mientras que las raíces contienen ditigloiloxitropano, tigloidina, apohioscina, norhioscina, norhiosciamina, cuscohigrin y tropina. Otros alcaloides aislados de la planta son la apohiosciamina, DL-escopolamina, normeteloidina, tigloilputrescina, escopina, nortigloidina, tropina,  fastudina, fastunina, fastusinina y 7-hidroxi-3,6-ditigloiloxitropano.

## Usos y efectos
El género tiene numerosas especies utilizadas como psicotrópico o medicinal. Toda la planta es venenosa y, dada la variación en la potencia de los compuestos tóxicos dentro de una misma especie, el grado de intoxicación es impredecible y puede ser fatal.
La mayor parte de la planta contiene alucinógenos tóxicos, por lo que es tóxica para el ser humano, (aunque no para aves como zorzales y columbiformes). Junto con la belladona, el beleño y la mandrágora, pertenece a la clásica farmacopea de las "hierbas de las brujas" y tiene una larga historia de uso para causar muerte y estados delirantes. Eran bien conocidas como un ingrediente esencial de las pociones de amor y ungüentos de brujas.
A dosis elevadas de más de 10 mg en niños o más de 100 mg en adultos se convierten en narcóticos, pueden causar convulsiones, depresión severa, arritmias cardíacas (taquicardia severa, fibrilación, etc), insuficiencia respiratoria, colapso vascular y hasta la muerte.
Los emplastos de daturas se usan externamente como calmantes y afrodisíacos, siendo el principal componente de los "filtros de amor" por sus propiedades soporíferas e hipnóticas. De los frutos de Datura arborea (=Brugmansia arborea) se extrae la droga burundanga.
La escopolamina, conocida como burundanga, es un alcaloide tropánico que se encuentra como metabolito secundario de plantas en la familia de las solanáceas, no solo en las daturas. La escopolamina induce la dilatación de las pupilas, la contracción de los vasos sanguíneos, la reducción de las secreciones salival y estomacal y otros fenómenos resultado de la inhibición del parasimpático. Tiene acción sedante sobre el sistema nervioso central, se usa como antiespasmódico y como analgésico. En general, su uso reduce la producción de las glándulas secretoras: moco vaginal, saliva, bronquios y sudor. Causa amnesia, haciendo perder la voluntad hasta la inconsciencia. Su uso analgésico puede causar la muerte debido a lo difícil que resulta estimar la concentración de los alcaloides.
Una persona que ha sido intoxicada puede reconocerse porque se disminuye la secreción glandular, la producción de saliva se suspende produciendo sequedad de boca, sed; hay dificultad para deglutir y hablar; las pupilas están dilatadas con reacción lenta a la luz, visión borrosa para objetos cercanos y puede existir ceguera transitoria. Se registra taquicardia que puede estar acompañada de hipertensión. Es característico el enrojecimiento de la piel por vasodilatación y disminución de la sudoración, produce una reacción alérgica rojiza en la piel de la cara y tronco, se alza de la temperatura corporal causando fiebre y pueden  presentarse espasmos de los esfínteres y otros músculos, orinándose, defecando o vomitando.